# Gebeardo di Salisburgo
Gebeardo di Salisburgo (Svevia, 1010 – Werfen, 15 giugno 1088) è stato un arcivescovo cattolico tedesco, arcivescovo di Salisburgo dal 1060 alla morte.

## Biografia
Gebeardo nacque da una nobile famiglia sveva. Nella genealogia stilata verso il 1670 dall'umanista Gabriel Bucelinus, egli viene indicato come "conte di Helfenstein". Tuttavia è stato accertato che Gebeardo non apparteneva a questa famiglia. Il nome Helfenstein è probabilmente una corruzione di Helfenburg, un antico nome di Salisburgo, che derivava da un'errata traduzione del romano Juvavum.
Il padre di Gebeardo si chiamava Chadold, sua madre Azala. I loro nomi si trovano nei necrologi dell'abbazia di Admont e in quelli di Salisburgo. Gebeardo fu presto destinato alla vita ecclesiastica e ottenne un'eccellente istruzione, come dimostra l'erudizione che dimostrò in seguito e che i suoi stessi oppositori gli riconoscevano. Non si sa esattamente dove egli abbia studiato: spesso si parla di Parigi, ma non ve n'è alcuna prova. Adalberone di Würzburg e Altmann di Passavia vengono indicati come suoi compagni di studi.
Il 9 marzo 1055 Gebeardo fu consacrato sacerdote dall'arcivescovo Baldwin di Salisburgo. Nominato cappellano di corte dall'imperatore Enrico III, venne inviato in missione diplomatica a Costantinopoli e, fra il 1057 e il 1059, ricoprì il ruolo di cancelliere della corte imperiale. Il 30 luglio 1060 fu consacrato arcivescovo della diocesi di Salisburgo. Egli pose fine alle agevolazioni che riducevano le decime dovute alla Chiesa e riordinò il sistema parrocchiale della Carinzia. Sciolse il convento di Gurk, fondato da Emma di Gurk, e nel 1072 fondò al suo posto la diocesi suffraganea di Gurk e, nel 1074, l'abbazia di Admont. Inoltre diede inizio alla costruzione delle fortezze di Hohensalzburg, Hohenwerfen e di Petersberg.
Nella lotta per le investiture Gebeardo prese le parti di papa Gregorio VII e nel 1076 non partecipò, come Altmann di Passavia, alla dieta di Worms. Quell'anno partecipò invece al sinodo quaresimale a Roma e l'anno successivo sostenne l'elezione dell'antire Rodolfo di Svevia. Poiché non volle riconciliarsi con l'imperatore Enrico IV, nel 1077 fu cacciato da Salisburgo e visse per nove anni in Svevia e in Sassonia, cercando di convincere altri vescovi a sostenere la causa di Gregorio VII.
Nel 1085 a Salisburgo venne insediato l'antiarcivescovo Berthold von Moosburg, ma già nel 1086 Gebeardo, grazie al sostegno del duca Guelfo I di Baviera, ottenne di fare ritorno a Salisburgo. Poco tempo dopo, il 15 giugno 1088, morì nella fortezza di Hohenwerfen. I suoi resti sono sepolti sotto l'altare maggiore della chiesa dell'abbazia di Admont, abbazia da lui fondata assieme a Ottocaro I di Stiria.
Nel 1629, per volere dell'arcivescovo Paride Lodron, venne iniziato un processo di canonizzazione, che però non fu mai portato a termine.

## Genealogia episcopale e successione apostolica
La genealogia episcopale è:
- Vescovo Adalberone di Würzburg
- Arcivescovo Gebeardo di Salisburgo

La successione apostolica è:
- Vescovo Günther von Krappfeld (1072)